# یوکی ماکی
یوکی ماکی (ژاپنی: 巻 佑樹؛ زادهٔ ۲۶ ژوئن ۱۹۸۴) یک بازیکن فوتبال اهل ژاپن است.
از باشگاه‌هایی که در آن بازی کرده‌است می‌توان به باشگاه فوتبال ناگویا گرامپوس و باشگاه فوتبال شونان بلمار اشاره کرد.